# Бушмаки
Бушмаки́ (рос. Бушмаки) — присілок у складі Орічівського району Кіровської області, Росія. Входить до складу Шалеговського сільського поселення.
Населення становить 6 осіб (2010, 3 у 2002).
Національний склад станом на 2002 рік — росіяни 100 %.